# Levitație magnetică
Levitația magnetică este levitația bazată pe acțiunea unui câmp magnetic.

## Levitație magnetică
Principiul de funcționare al levitației magnetice se bazează pe faptul că polii opuși ai magneților se atrag, iar polii identici se resping. Astfel, dacă deasupra Polului Nord al unui magnet puternic se poziționează Polul Nord al altui magnet, acesta va rămâne suspendat în aer, dând senzația de levitație. Se utilizează magneți permanenți, electromagneți sau combinația lor. Electromagneții sunt similari cu magneții permanenți, atrăgând obiectele din fier, însă avantajul este că forța magnetică nu este permanentă. Conectând la capetele unui fir de cupru o baterie, se creează un mic câmp magnetic în jurul acestui fir. Deconectând firul de la baterie, câmpul magnetic dispare. Aceasta este diferența între electromagneți și magneții permanenți.
Levitația magnetică are atât aplicații industriale hi-tech (trenuri MagLev pe pernă magnetică, turbine eoliene MAGLEV), cât și aplicații distractive (în construcția de jucării sau în domeniul publicitar).
Supraconductori:
Supraconductorii sunt conductori electrici a căror rezistență devine practic nulă la anumite temperaturi. Această proprietate permite dezvoltarea unor tehnologii ca, de pildă, trenurile propulsate prin levitație magnetică.
Pentru a ilustra cum se formează levitația magnetică se pot vedea diferite efecte:

###### Efectul Meissner
Pe parcursul procesului de răcire, supraconductorul nu e plasat în imediata vecinătate a unui magnet. Acest tip de răcire poartă numele de răcire nestimulată, ceea ce înseamnă că materialul supraconductor este răcit în absența vreunui câmp magnetic exterior. După ce materialul capătă proprietăți supraconductoare, pe măsură ce un magnet se apropie de el, se observă că supraconductorul este respins. Acest fenomen poartă numele de efect Meissner.

### Efectul prinderii în fluxul magnetic și levitația magnetică
În continuare supraconductorul este fixat dedesubtul magnetului, prin apăsarea magnetului spre acesta. Câmpul magnetic generat de magnet va traversa supraconductorul dând naștere unui așa-numit efect de prindere în flux magnetic.
În acest moment supraconductorul și magnetul se resping și se atrag în același timp. Această combinație de forțe de respingere și de atracție permite magnetului să plutească în mod stabil deasupra supraconductorului. Acest fenomen poartă numele de levitație magnetică. Dacă magnetul este ușor rotit, acesta se va răsuci deasupra supraconductorului, așa cum se poate vedea în clip.

### Suspensia magnetică
La ridicarea magnetului, supraconductorul va părăsi și el containerul, rămânând suspendat - stabil - dedesubtul magnetului. Acest fenomen poartă numele de suspensie magnetică. Atât levitația, cât și suspensia magnetică sunt generate de efectul de prindere în flux magnetic.